# Хоботни
Хоботните (Proboscidea) са разред бозайници, които днес са представени от само едно семейство - слонове (Elephantidae) с два рода - Африкански слонове (Loxodonta) и един вид Азиатски слон (Elephas maximus). Към рода африкански слонове спадат 2 вида - Африкански саванен слон (Loxodonta africana) и Африкански горски слон (Loxodonta cyclotis). Към азиатските слонове спадат 4 подвида - суматренски, индийски, цейлонски и калимантански слонове. Всъщност, слоновете са единствените живи представители на разред хоботни. В миналото този разред е бил представен от множество семейства и видове, но всички освен слоновете са изчезнали. Най-скоро са измрели мастодонтите и мамутите - само допреди 10 000 години, т.е. в края на последния ледников период. Други изчезнали видове са дейнотериумите, амебелодоните, стегодоните, платибелодоните и много други. Вероятна причина за изчезването им са климатичните промени.
Името им произлиза от главния им отличителен признак - наличието на хобот.

## Произход
Първите хоботни са се появили преди около 50 милиона години през ранния терциер. По това време в Африка се е появил меритериумът - първият представител на разред хоботни. Външно това животно е приличало на съвременните тапири, с които вероятно е родственик. На размери е бил почти колкото днешните хипопотами. И подобно на хипопотамите и тапирите, меритериумите са живели в близост до водни басейни. От този вид впоследствие са еволюирали всички представители на разреда.

## Разпространение
Днес единствените живи представители слоновете обитават тропическите райони на Азия и Африка. В миналото видове от този разред са били разпространени на всички континенти без Австралия и Антарктида. Мастодонтите например са били типични за Северна и Южна Америка, мамутите - за Европа, северна Азия и Северна Америка, баритериумите за северна Африка и т.н.

## Начин на живот и хранене
Хоботните са типично социални животни, които живеят на стада. Растителноядни животни са: хранят се с листа, клонки, треви и плодове.

## Класификация
Разред Хоботни
- Семейство †Амебелодони (Amebelodontidae)
- Семейство †Гнатабелодони (Gnathabelodontidae)
- Семейство †Хемимастодонти (Hemimastodontidae)
- Семейство †Меритериуми (Moeritheriidae)
  - Род †Moeritherium
- †Plesielephantiformes
  - †Нумидотериуми (Numidotheriidae)
    - Род †Phosphatherium
    - Род †Daouitherium
    - Род †Numidotherium

  - †Баритериуми (Barytheriidae)
    - Род †Barytherium

  - †Дейнотериуми (Deinotheriidae)
    - Род †Chilgatherium[1]
    - Род †Prodeinotherium
    - Род †Дейнотериуми (Deinotherium)
- Подразред Euproboscidea
  - Инфраразред Elephantiformes
    - Род †Hemimastodon
    - Семейство †Палеомастодонти (Palaeomastodontidae)
      - Род †Palaeomastodon

    - Семейство †Phiomiidae
      - Род †Phiomia

    - Elephantimorpha
      - Род †Eritreum [2]
      - †Mammutida
        - †Mammutoidea
          - †Mammutidae
            - †Eozygodontinae
              - Род †Eozygodon

            - †Mammutinae
              - Род †Zygolophodon
              - Род †Мастодонти (Mammut)

      - Elephantida
        - †Gomphotherioidea
          - Семейство †Гомфотериуми (Gomphotheriidae)
            - Род †Gnathabelodon
            - Род †Progomphotherium
            - Род †Afromastodon
              - Род †Sinomastodon
              - Род †Eubelodon
              - Подсемейство †Choerolophodontinae
                - Род †Choerolophodon

              - Подсемейство †Gomphotheriinae
                - Род †Gomphotherium

              - Подсемейство †Amebelodontinae
                - Род †Archaeobelodon
                - Род †Serbelodon
                - Род †Protanancus
                - Род †Amebelodon
                - Род †Platybelodon

              - Подсемейство †Rhynchotheriinae
                - Род †Rhynchotherium

              - Подсемейство †Cuvieroniinae
                - Род †Южноамерикански слонове (Cuvieronius)
                - Род †Stegomastodon
                - Род †Haplomastodon
                - Род †Notiomastodon

        - Elephantoidea
          - Род †Tetralophodon
          - Род †Morrillia
          - Род †Anancus
          - Род †Paratetralophodon
          - Семейство †Стегодони (Stegodontidae)
            - Род †Stegolophodon
            - Род †Стегодони (Stegodon)

          - Семейство Слонове (Elephantidae)
            - Подсемейство †Stegotetrabelodontinae
              - Род †Stegotetrabelodon
              - Род †Stegodibelodon

            - Подсемейство Elephantinae
              - Род †Primelephas
              - Loxodontini
                - Род Африкански слонове (Loxodonta)

              - Elephantini
                - Род †Palaeoloxodon
                - Род †Мамути (Mammuthus)
                - Род Elephas